# Still Loving You (album)
Still Loving You è una raccolta del gruppo hard rock tedesco Scorpions, pubblicata nel 1992.
Il disco contiene le canzoni più romantiche incise dalla band durante la seconda fase della loro carriera, quella sponsorizzata dalla casa discografica EMI ma in questo fa eccezione il brano Born to Touch Your Feelings, ed un inedito, Living For Tomorrow, registrato dal vivo.

## Tracce
- Believe in Love – 5:20
- Still Loving You – 6:29
- Walking on the Edge – 5:05
- Born to Touch Your Feelings – 7:20
- Lady Starlight – 6:17
- Wind of Change – 5:10
- Is There Anybody There? – 4:18
- Always Somewhere – 4:56
- Holiday – 6:22
- When the Smoke Is Going Down – 3:51
- Living for Tomorrow – 6:56

## Singolo
- Living for Tomorrow (b-side: Bad Boys Running Wild)

## Formazione
- Klaus Meine - voce
- Rudolf Schenker - chitarra
- Matthias Jabs - chitarra
- Uli John Roth - chitarra in Born to Touch Your Feelings
- Francis Buchholz - basso
- Herman Rarebell - batteria

## Classifiche

### Classifiche settimanali
| Classifica (1992) | Posizione massima |
| ----------------- | ----------------- |
| Austria           | 32                |
| Finlandia         | 3                 |
| Francia           | 4                 |
| Germania          | 18                |
| Italia            | 15                |
| Paesi Bassi       | 16                |
| Norvegia          | 14                |
| Svezia            | 30                |
| Svizzera          | 24                |
| Classifica (1997) | Posizione massima |
| Belgio (Vallonia) | 40                |

### Classifiche di fine anno
| Classifica (1992) | Posizione |
| ----------------- | --------- |
| Germania          | 76        |
| Italia            | 70        |